# Barbe-Bleue (film, 1972)
Pour les articles homonymes, voir Barbe-Bleue (homonymie).
Pour plus de détails, voir Fiche technique et Distribution.
Barbe-Bleue (Bluebeard) est un film germano-franco-américain réalisé par Edward Dmytryk et Luciano Sacripanti (de), sorti en 1972.
Il s'agit de l'adaptation d'une partie du conte populaire La Barbe bleue (1697) de Charles Perrault, où la dernière épouse d'un noble devient curieuse lorsqu'il lui défend d'entrer dans une pièce de son château.

## Synopsis
Allemagne, au début des années 1930. Héros de l’aviation de la première guerre mondiale et membre de la SA, le baron von Sepper dissimule ses cicatrices sous sa barbe bleue. Sa dernière jeune épouse, pénétrant dans une chambre-froide que lui a interdite le baron, découvre les cadavres de ses anciennes compagnes. Avant de la tuer à son tour, Barbe Bleue lui conte ses crimes.

## Fiche technique
Sauf indication contraire, les informations mentionnées dans cette section peuvent être confirmées par la base de données cinématographiques IMDb,  présente dans la section « Liens externes ».
- Titre original américain : Bluebeard
- Titre allemand : Blaubart
- Titre français : Barbe-Bleue
- Réalisation : Edward Dmytryk et Luciano Sacripanti (de)
- Assistant réalisateur : Jean-François Dion
- Scénario : Ennio De Concini, Edward Dmytryk et Maria Pia Fusco, d'après leur histoire adaptée du conte populaire La Barbe bleue (1697) de Charles Perrault
- Musique : Ennio Morricone et Maria Pia Fusco (non crédité)
- Direction artistique : Tamás Vayer
- Costume : Jacques Fonteray, Vicki Tiel, Mia Fonssagrives (non crédité)
- Photographie : Gábor Pogány
- Montage : Jean Ravel
- Production : Alexander Salkind
- Production déléguée : Ilya Salkind
- Production associée : Velisar Kresteff et Remo Odevaine
- Société de production : Gloria Film, Barnabé Productions et Geiselgasteig Film
- Régie et presse : Josiane Nancy Bonnin[1]
- Société de distribution : Cinerama Releasing Corporation (États-Unis)
- Pays de production :  États-Unis /  France /  Allemagne de l'Ouest
- Langue originale : anglais
- Format : couleur (Technicolor) - 35 mm
- Genres : drame, policier, thriller
- Durée : 125 minutes
- Dates de sortie : 
  - États-Unis : 18 août 1972 (avant-première mondiale à New York) ; 1er septembre 1972 (sortie nationale)
  - Allemagne de l'Ouest : 15 décembre 1972
  - France : 3 mai 1973

## Distribution
- Richard Burton (VF : Jean-Claude Michel) : Baron Von Stepper
- Raquel Welch (VF : Nelly Benedetti) : Magdalena
- Virna Lisi : Elga
- Nathalie Delon (VF : Martine Messager) : Erika
- Marilù Tolo : Brigitte
- Karin Schubert (VF : Évelyn Séléna) : Greta
- Agostina Belli : Caroline
- Sybil Danning (VF : Béatrice Delfe) : une prostituée
- Joey Heatherton (en) : Anne
- Edward Meeks (VF : lui-même) : Sergio
- Jean Lefebvre (VF : lui-même) : le père de Greta
- Karl Otto Alberty (VF : Yves Brainville) : l'ami du baron
- Kurt Grosskurth (en) : l'autre ami du baron
- Mag Avril (VF : elle-même) : Marka
- Dennis Burgess (en) (VF : Jean Berger) : le médecin légiste
- Mathieu Carrière : le violoniste

## Production
Le tournage a lieu à Budapest, en Hongrie, et à Rome, en Italie.